# ヨシックス
ヨシックス、愛知県名古屋市東区に本社があるヨシックスホールディングスを中心とする飲食事業等を行う企業グループの総称。事業の主要な部分は飲食事業であるが、建装事業も同時に手がけている。

## 概要
現代表取締役会長の吉岡昌成が株式会社テンガロンキッドを1985年に設立。同年、株式会社ベストフードに商号変更した後、1990年に株式会社ヨシックスへとさらに商号変更。2021 年１月１日付にて持株会社体制への移行を行いヨシックスホールディングスへ商号変更。飲食事業はヨシックスフーズへ建装事業はヨシオカ建装へ承継した。
吉岡昌成が元々、建築会社の傍らで飲食業に手を広げたという経緯があり飲食店事業を展開する企業でありながら自社内に建築部門を擁することを特徴とし、「や台ずし(やたいずし)」、「ニパチ」、「これや」、「せんと」、「や台や(やたいや)」の5つの業態を展開している。
出店計画の柱として「田舎戦略」と「老舗理論」を掲げている。「田舎戦略」とは都心の一等地ではなく一定以上の客入りが見込め、また従業員確保が可能な地域に出店する理論である。「老舗理論」とはチェーン店ならではの教育制度の充実や、システム化をとりいれつつも地域密着の中小型の店舗をつくり地産地消をし、地域民を顧客としてとりこむ理論である。

## 会社の現況

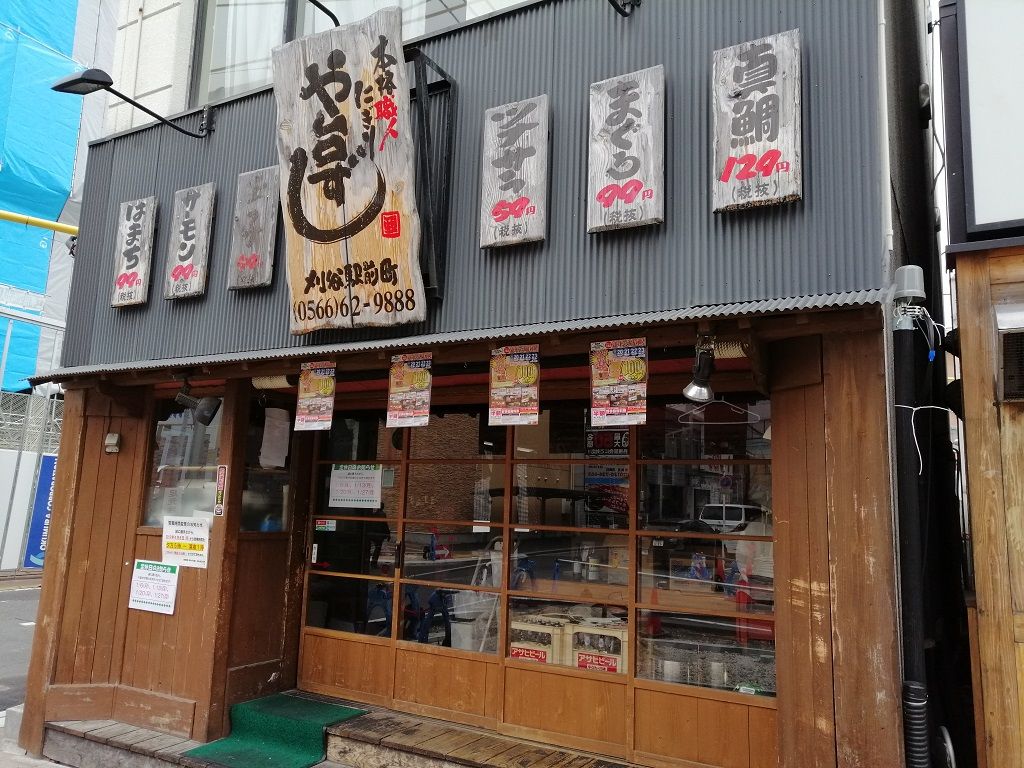
や台ずし
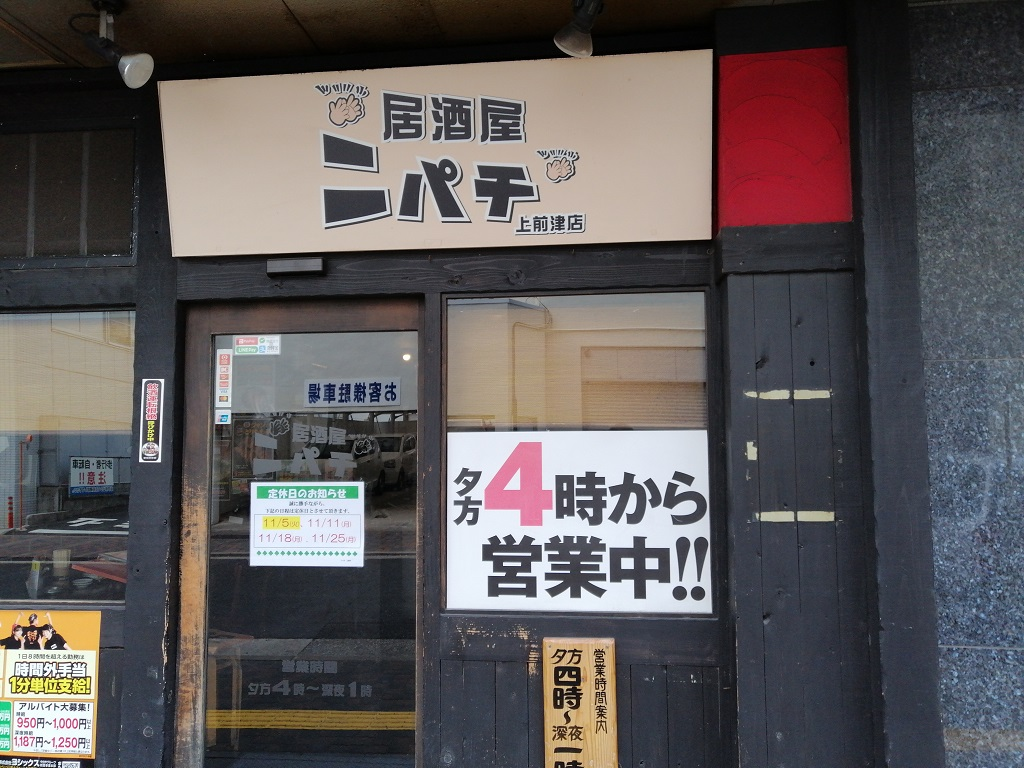
ニパチ

| 業態     | 内容                                |
| -------- | ----------------------------------- |
| や台ずし | 寿司・居酒屋                        |
| ニパチ   | 全品280円低価格居酒屋・焼鳥・釜めし |
| これや   | 居酒屋・串カツ                      |
| や台や   | 居酒屋・お好み焼き・鉄板焼き        |
| せんと   | 居酒屋・鮮魚・鶏料理                |

- や台ずし
- ニパチ

## 沿革
- 1985年（昭和60年）4月 - 名古屋市昭和区白金一丁目6番7号に株式会社テンガロンキッドを設立
- 1985年（昭和60年）12月 - 株式会社ベストフードに商号変更し、本社を名古屋市千種区内山三丁目12番14号に移転
- 1990年（平成 2年）7月 - 株式会社ヨシックスに商号変更し、本社を名古屋市東区徳川町502番地に移転
- 2014年（平成26年）12月 - 東京証券取引所JASDAQ市場、名古屋証券取引所市場第二部にそれぞれ上場
- 2015年（平成27年）12月 - 東京証券取引所市場第二部に市場変更
- 2016年（平成28年）9月 - 東京証券取引所市場第一部、名古屋証券取引所市場第一部にそれぞれ指定替え
- 2020年（令和2年）8月 - 徳川町から徳川に本社社屋移転[2]
- 2021年（令和3年）1月 - 持株会社体制に移行
- 2021年（令和3年）6月 - 株式会社ヨシックスホールディングスに商号変更[3]
- 2021年（令和3年）10月 - 店舗内装を手掛ける芝産業株式会社の全株式を取得し、子会社化[4]。

## テレビ番組
- 日経スペシャル カンブリア宮殿 建築業と飲食店の二刀流で攻める　異色の経営者　田舎戦略とは？（2024年4月25日、テレビ東京）- ヨシックスホールディングス会長 吉岡昌成出演[5]

## 書籍

### 関連書籍
- 『“あたりまえや"を当り前に ｢や台やグループ」創業者の半生をつづった。』（著者:吉岡昌成）（2021年7月7日、中部経済新聞社 中経マイウェイ新書）ISBN 9784885202346